# Retrato de Michele Marullo Tarcaniota
El retrato de Michele Marullo Tarcaniota es una pintura al temple del pintor florentino Sandro Botticelli realizada presumiblemente hacia 1497. Adquirida en 1929 por el político y mecenas catalán Francesc Cambó, pertenece a una colección particular de Barcelona y se exhibe en régimen de comodato en el Museo de Bellas Artes de Valencia.

## Historia
La obra está considerada como un retrato del poeta y aventurero griego Michele Marullo Tarcaniota (1453-1500). A principios del siglo XIX se identificó como obra de Masaccio y más en concreto su autorretrato; dato que se rectificó al detectarse su plena coincidencia fisonómica con una copia atribuida a Ridolfo Ghirlandaio (ahora en los Musei Civici de Como, Italia) que muestra una inscripción alusiva a Marullo. La copia conservada en Como pertenecía ya en 1521, poco después de pintarse, al polifacético humanista Paolo Giovio, quien incluyó a Marullo en su libro Elogios de hombres de letras ilustres (1546), con un retrato del poeta grabado en xilografía y su elogio escrito en prosa, en el que destacaba su inquieto ingenio y el dominio de las letras tanto como el de las armas.
Según algún experto, la efigie de Marullo podría ser póstuma; pudo pintarla Botticelli por encargo de la viuda del modelo, la poetisa Alessandra Scala , lo que retrasaría su realización a 1500 o algo después. 
El cuadro pareció estar ilocalizable durante siglos, hasta que en 1820 se difundió en un grabado elaborado en Múnich para el marchante Serand Lasalle. Este, hacia 1822, ofreció la pintura a Eugène de Beauharnais, hijo del primer matrimonio de Josefina Bonaparte (e hijo adoptivo de Napoleón), que ostentó el título de duque de Leuchtenberg. Muerto Eugène prematuramente, el cuadro permaneció en la colección ducal Leuchtenberg en Múnich. El tercer duque se llevó la obra junto con toda su colección a San Petersburgo; luego consta en manos del marchante londinense Arthur J. Sulley, quien se la vendió al comerciante de algodón Eduard Georg Simon. En 1929 el retrato fue adquirido por el político y mecenas español Francisco Cambó, por la suma (elevadísima en la época) de 1,2 millones de pesetas.
El estado de conservación de la obra no es óptimo, en gran parte por restauraciones desacertadas. Pintada al temple sobre tabla, sufrió una agresiva intervención en 1864: la capa pictórica fue desgajada de su soporte original y adherida a tela, y además fue recortada en sus dimensiones. Todo esto dificultó la atribución del cuadro a Boticelli, autoría que fue aceptada definitivamente en 1906. Durante muchos años se consideró que era obra de Filippino Lippi e incluso (como se ha mencionado antes) se había atribuido a Masaccio, tal vez porque su sobriedad de color y la severidad del personaje diferían de los retratos botticellianos más conocidos.
Fallecido Francisco Cambó en 1947, el cuadro pasó a manos de su hija Helena y sigue perteneciendo a sus descendientes, que residen en Barcelona. Entre 2004 y 2016 fue expuesto en condición de préstamo en el Museo del Prado, coincidiendo con unas obras de reforma de su ubicación barcelonesa habitual. Nuevamente en manos de la familia propietaria, en 2019 fue restaurado y puesto a la venta (sin éxito) por unos 30 millones de dólares (27,3 millones de euros)  en la feria Frieze Masters, celebrada entre el 3 y el 6 de octubre en Londres, en el estand de la galería inglesa Trinity Fine Art. El acceso de la obra al mercado internacional se ve condicionado al estar declarada bien de interés cultural (BIC) desde 1988, lo que impide que pueda salir de España sin el permiso de la Junta de Calificación, Valoración y Exportación de Bienes del Patrimonio Histórico.
En junio de 2021 el retrato fue prestado en régimen de comodato al Museo de Bellas Artes de Valencia, para un plazo de tres años que podría renovarse .

## Descripción

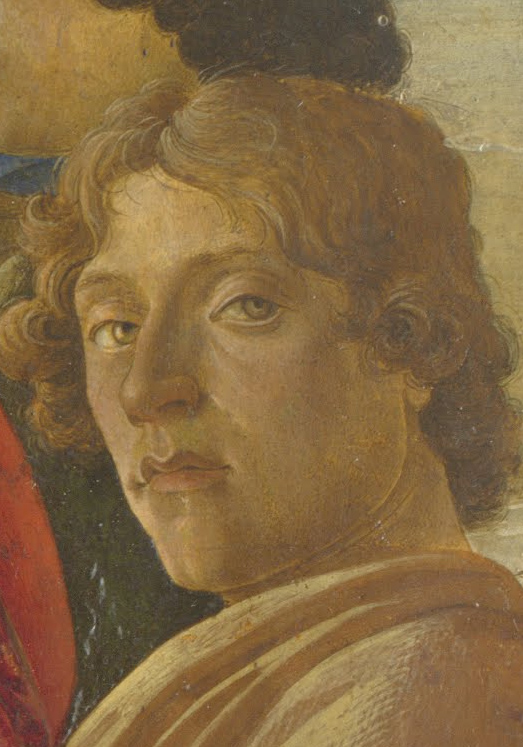
Autorretrato en la Adoración de los Magos.

El modelo se representa en busto y de tres cuartos, mirando a la izquierda. Viste de forma uniforme y austera. Se nos presenta con un manto negro, cuyo color es similar al del sombrero que lleva el modelo, enmarcando su cara con tonalidades oscuras y mostrando su pelo como una continuidad entre el gorro y la prenda. El modelo, enmarcado en este conjunto oscuro, destaca precisamente por este aspecto (los matices oscuros) realzándolo sobre la pared beige que devuelve con fuerza la figura del personaje.
El historiador del arte Frank Zöllner discrepa de la identificación del modelo como Michele Marullo, pues ve un autorretrato de Botticelli al compararlo con el que aparece en la Adoración de los Magos.